# Kraina traw
Kraina traw – kanadyjsko-brytyjski dramat z 2005 roku na podstawie powieści Mitcha Cullina.

## Fabuła
Jeliza-Rose jest małą samotną dziewczynką. Jej matka umarła z powodu przedawkowania narkotyków. Jeliza razem z ojcem wyrusza do domu, gdzie mieszkała babcia. Tam zastają dwie osoby: Dell – kobietę, która zajmuje się mumifikacją zwłok, a także jej brata Dickensa, który postawił sobie za zadanie zabicie rekina. Jeliza-Rose zaczyna uciekać w swój własny świat.

## Obsada
- Jodelle Ferland – Jeliza-Rose
- Janet McTeer – Dell
- Brendan Fletcher – Dickens
- Jennifer Tilly – Królowa Gunhilda
- Jeff Bridges – Noah
- Dylan Taylor – Patrick
- Wendy Anderson – Kobieta/Wiewiórka (głos)
- Sally Crooks – Matka Dell